# کورذهن

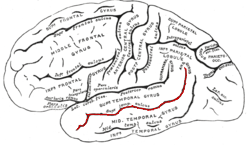
شیار گیجگاهی برتر

کورذهن، کورذهنی یا ذهن‌کوری (به انگلیسی: Mind-blindness)، نظریه‌ای است که ابتدا در سال ۱۹۹۰ ایجاد شد که افراد اوتیسمی را با نظریه ذهن (ToM) به عنوان کمبود یا تأخیر رشدی توضیح می‌دهد، به این معنی که آنها توانایی نسبت دادن حالت‌های ذهنی به دیگران را ندارند. طبق این نظریه، نبود ToM معادل نبود همدلی شناختی و عاطفی در نظر گرفته می‌شود. کورذهن در افراد اوتیسمی، در نظریه که کمبود ToM در نظر گرفته می‌شود، به معنای ناتوانی در پیش‌بینی رفتار و نسبت دادن حالت‌های روانی از جمله باورها، خواسته‌ها، هیجان‌ها یا میل‌های افراد دیگر است. نظریه کورذهنی ادعا می‌کند که کودکانی که در این رشد تأخیر دارند، اغلب به اوتیسم دچار می‌شوند. یکی از حامیان اصلی کورذهنی، سایمون بارون کوهن بود که بعداً نظریه همدلی-سیستم‌سازی را مطرح کرد.
از زمان ایجاد شواهد قوی برای نشان دادن ناهمگونی اوتیسم و بسیاری از تکرارهای ناموفق مطالعات نظریه کلاسیک ذهن، کورذهنی عموماً توسط جامعه علمی رد شده‌است.